# Yigoga serraticornis
Yigoga serraticornis là một loài bướm đêm trong họ Noctuidae.